# 이의론
이의론(Dyothelitism)은 기독교 교리로 예수 그리스도가 신성의 의지와 인간의 의지가 있다는 교리다. 681년에 열린 콘스탄티노플 3차 공의회에서 이 교리가 선언되었다. 이에 따라 단의론은 정죄되었다.
이의론은 막시무스 콘페서에 의해 정립되었고 그는 단의론을 반박하였다.

## 같이 보기
- 단의론